# Пудикова Ніна Костянтинівна
Ніна Костянтинівна Пудикова (нар. 3 лютого 1912, Сумська область — пом. 7 липня 1996, Запоріжжя, Запорізька область) — передовик радянської чорної металургії, начальник контрольно-випробувальної лабораторії заводу «Дніпроспецсталь» Запорізького раднаргоспу, Герой Соціалістичної Праці (1960).

## Біографія
Ніна Пудикова народилася в 1912 році на території сучасної Сумської області. Завершила навчання в 1932 році в Сумському технікумі. З 1932 по 1933 роки працювала змінним хіміком на Хмельницькому цукровому заводі Воронезького тресту.
З 1933 року проживала в місті Запоріжжя. Спочатку працювала травильницею металу в лабораторії металургійного заводу «Запоріжсталь». Закінчивши навчання в Дніпропетровському металургійному інституті почала працювати інженером термометалографічної лабораторії металургійного заводу.
На початку німецько-радянської війни евакуювалася спочатку на Кавказ, а потім в Новосибірськ. Спочатку працювала на Новосибірському металургійному заводі, спочатку інженером, потім заступником начальника і начальником лабораторії. У 1950-х роках повернулася до Запоріжжя. З 1955 року працювала на посаді начальника контрольно-випробувальної лабораторії заводу «Дніпроспецсталь». Застосувала ряд нововведень в контрольних роботах з металом і продукції з нього. Була відмінним наставником для молодих фахівців.
«В ознаменування 50-річчя Міжнародного жіночого дня, за видатні досягнення у праці та особливо плідну громадську діяльність», указом Президії Верховної Ради СРСР від 7 березня 1960 року Ніні Костянтинівні Пудиковій було присвоєно звання Героя Соціалістичної Праці з врученням ордена Леніна і медалі «Серп І Молот».
Продовжувала працювати на заводі, з 1967 року працювала на посаді начальника цеху випробувань.
Проживала у місті Запоріжжі. Померла 7 липня 1996 року.

## Нагорода
За трудові успіхи була удостоєна:
- Золота Зірка « Серп і Молот» (07.03.1960);
- орден Леніна (07.03.1960);
- Медаль « За трудову відзнаку» (06.02.1951);
- інші медалі.

## Примітка
1. ↑  ПУДИКОВА НИНА КОНСТАНТИНОВНА. Биография, фото. | Facebook. www.facebook.com. Процитовано 23 квітня 2020.